# ایدلینگن
ایدلینگن (به آلمانی: Aidlingen) یک شهرداری در آلمان است که در بادن-وورتمبرگ واقع شده‌است.

## خصوصیات
ایدلینگن ۲۶٫۵۶ کیلومترمربع مساحت دارد ۴۲۷ متر بالاتر از سطح دریا واقع شده‌است.